# 2012年夏季奥林匹克运动会布基纳法索代表团
2012年夏季奥林匹克运动会布基納法索代表团參加2012年7月27日至8月12日在英國倫敦舉行的2012年夏季奧林匹克運動會。該國在該屆奧運共派出5名選手出戰3個大項的比賽。